# オソルコン3世
オソルコン3世（Osorkon III、在位：紀元前798 ‐ 769年頃）は古代エジプト第23王朝の第3代または4代目のファラオ。即位名はヘジュケペルラー・セテプエンアメン。

## 概要
シェションク王家の本流であるタニスの第22王朝から分離独立し、テーベで新たな王朝(第23王朝)を興したタケロト2世の息子。父王の治世11年から25年目にかけてアメン神を祀る大司祭の地位にあり、シェションク3世の治世22年目から39年目にかけても同じ司祭職を務めた。この経歴は王自身がエジプト中部のアコリスに残した石碑から明らかになった。
一説では、このタケロト2世の息子のオソルコン王子とシェションク3世は兄弟で、父王の没後に弟の王子がクーデターによって兄から後継者の座を奪ったとされる。しかし、この解釈では反乱分子である実兄を助命した上、一度政治の表舞台から退けた後に再び司祭職に復帰させるというシェションク3世の不自然な行為の説明がつかなくなる。また、シェションク3世は約40年間王位にあったため、その後に約28年間在位したオソルコン3世は少なく見積もっても100歳以上生きた計算になる。
そのため近年は、シェションク3世はタケロト2世の兄弟ないしは同年代の親族で、同時期にエジプト国内を南北に二分していたとする説が支持を集めている。

## 生涯
タケロト2世の治世15年目頃、王家の傍流に当たるペディバステト1世がファラオを称し、エジプトに3人のファラオが鼎立した。上エジプトは二人の王それぞれを支持する派閥に分かれ、テーベの支配権を巡って争った。
約10年後、タケロト2世の崩御によってペディバステトの勢力が優勢となり、司祭の地位を追われたオソルコン3世は西方の砂漠に逃れて抵抗を続けた。
更に約10年後、ペディバステト1世が没すと、オソルコン3世は勢いを盛り返し、ペディバステトの後継者シェションク6世を倒して支配権を奪還した。
即位後は中部エジプトのヘラクレオポリスまでを勢力下に置き、息子のタケロト3世を長官に任命した。タケロト3世はオソルコン3世の晩年の5年間に共同統治者となった。これはエジプト史上で行われた最後の共同統治で、第23王朝の後継者たちを含む以降の王朝の王たちは、いずれも単独で統治した。